# Ludwigsburg
 For alternative betydninger, se Ludwigsburg (flertydig). (Se også artikler, som begynder med Ludwigsburg)
Ludwigsburg er en by i den tyske delstat Baden-Württemberg. Byen ligger ved floden Neckar, 12 kilometer nord for Stuttgart. I 2018 havde byen 93.482 indbyggere.
Byen er regelmæssigt anlagt med berømte slotsbygninger, der er opført mellem 1704 og 1733 med Versailles som forbillede, med rige kunstsamlinger og slotspark.

## Geografi
Ludwigsburg ligger cirka 13 km (Luftlinie) nord for delstatshovedstaden Stuttgart. Bydelene Hoheneck, Neckarweihingen og Poppenweiler ligger ved floden Neckar, de to sidstnævnte på højresiden af floden. Nabobyerne er Tamm, Freiberg, Benningen am Neckar, Marbach am Neckar, Erdmannhausen, Affalterbach, Remseck, Kornwestheim, Moeglingen og Asperg.
Ludwigsburg er hovedbyen af landkredsen "Ludwigsburg".

### Byens opdeling
Byen består af dens centrum og syv yderligere bydele. Det centrale område er delt op i M, Vest, Nord, Øst og Syd.
Bydelene er Pflugfelden, Eglosheim, Hoheneck, Neckarweihingen, Ossweil, Grünbühl-Sonnenberg, Neckarweihingen og Poppenweiler.
| Bydel               | Indbygger 2018 | Areal i km^2 |
| ------------------- | -------------- | ------------ |
| Mitte               | 11.601         | 2            |
| West                | 11.428         | 3,91         |
| Nord                | 3.234          | 1,99         |
| Ost                 | 15.612         | 2,9          |
| Süd                 | 3.941          | 0,92         |
| Hele centrum        | 45.816         |              |
| Pflugfelden         | 4.507          | 2,31         |
| Eglosheim           | 11.862         | 4,47         |
| Hoheneck            | 5.027          | 3,4          |
| Ossweil             | 10.880         | 7,14         |
| Grünbühl-Sonnenberg | 3.463          | 0,71         |
| Neckarweihingen     | 7.220          | 5,95         |
| Poppenweiler        | 4.707          | 7,64         |
| Samlet bydele       | 47.666         |              |
| Samlet              | 93.482         |              |

## Historie
Ludwigsburg blev grundlagt i 1717 af hertug Eberhard Ludvig af Württemberg og var residensstad i Hertugdømmet Württemberg frem til 1775. Byen var fra 1758 til 1824 sæde for en berømt porcelænsfabrik, Porzellan-Manufaktur Ludwigsburg.

## Politik
Borgmesteren hedder Matthias Knecht og blev valgt den 30.Juni.2019.  Desuden har byen et byråd med 40 medlemmer og borgmesteren. Det sidste valg fandt sted den 26.5.2018 og endte med fleste sæder til Die Grünen (11) og CDU (8).

## Erhverv
I "Zukunftsatlas 2016" blev landkredsen Ludwigsburg no. 12 ud af 402 landkredse, kommuner og kredsfrie byer i Tykland og tæller dermed som region med "meget høje fremtidschancer". 
Flere virksomheder har sæder i Ludwigsburg, f.eks Mann+Hummel eller Porsche.

## Infrastruktur
Byen er tilsluttet motorvejsnettet via A81, S-tog og regionaltog kører til Stuttgart. Desuden findes flere buslinjer i byen og til de omkringliggende byer. 

## Kultur, Sightseeing og Sport
Ludwigsburg er en historisk by med flere slotte, en stor slotshave (barokhave), museer og en bycentrum i barockstil. 
Slotshaven kaldes "Blühendes Barock" (blomstrende barok) og indeholder en eventyrhave med eventyrrelaterede aktiviteter til børn.
Lige overfor den nordlige side af slottet findes en stor park med jagtslottet "Favorite".
Lidt længere ude ligger af byen findes søslottet "Monrepos".
- Slottet fra nordsiden
- Markedpladsen i LudwigsburgSchloss
- Jagtslot Favorite